# 里山乡 (池州市)
里山乡是安徽省池州市贵池区曾经下辖的一个乡，驻地在池州城区南方6公里的里山村。万罗山位于乡内。里山乡已于1999年撤销，辖区划归里山街道。

## 历史
1949年成立贵池县莲峰乡，1957年撤销，并入清溪乡。1958年贵池县推行人民公社化运动，里山乡属于池州公社，1961年恢复里山公社。1978年划出部分大队成立清溪公社。1984年贵池县废人民公社体制，开始设区建乡体制改革，里山公社更名为里山乡。1992年划出齐山村，属于秋浦街道。1999年8月，里山乡撤销，设立里山街道。

## 地理

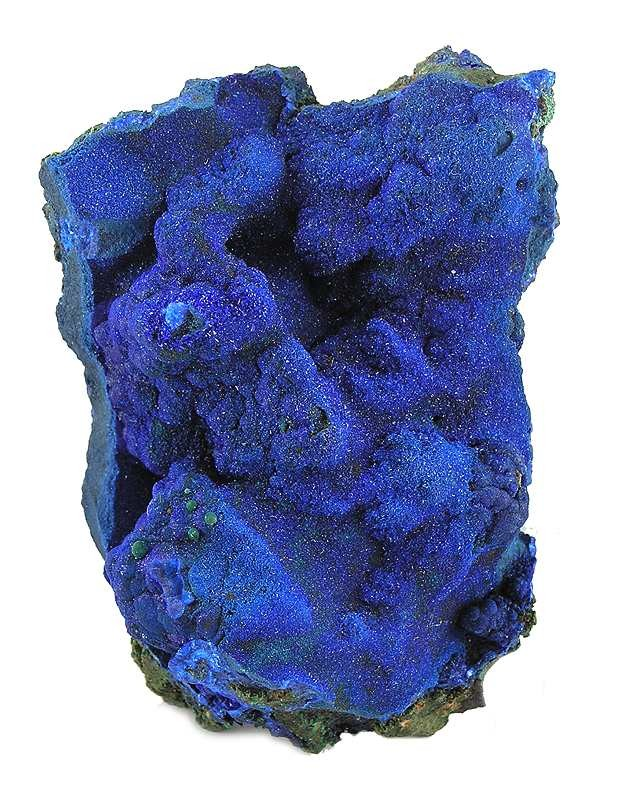
六峰山铜矿生产的孔雀石

里山地处贵池市中部，南与梅街镇、解放乡相接，东依马衙镇，西邻清溪乡，北部是秋浦街道（1992年前称池州镇）。里山乡总面积81.11平方千米，乡东南部是山区，占全乡面积的68%；西部和中部为圩区，地势平坦，占总面积的32%。最高点六峰山海拔566.1米。至1999年，共有耕地23,001亩（全为水田）。

## 行政区划
里山乡下辖以下地区：
里山村、齐山村（1992年改为秋浦街道管辖）、白沙铺村（1997年改名白沙村）、石山村、晓村村（2002年改名凌霄村）、赤岭村、永明村、联盟村、清溪村、新华村和象山村。